# Вандер Лејк село (Илиноис)
Вандер Лејк (енгл. Wonder Lake (village)) насељено је место у америчкој савезној држави Илиноис.

## Демографија
По попису из 2010. године број становника је 4.026, што је 2.681 (199,3%) становника више него 2000. године.
| Група             | 2000.         | 2010.         |
| Белци             | 1.266 (94,1%) | 3.642 (90,5%) |
| Афроамериканци    | 5 (0,4%)      | 14 (0,3%)     |
| Азијати           | 4 (0,3%)      | 39 (1,0%)     |
| Хиспаноамериканци | 60 (4,5%)     | 273 (6,8%)    |
| Укупно            | 1.345         | 4.026         |